# بادگیر و بادپناه

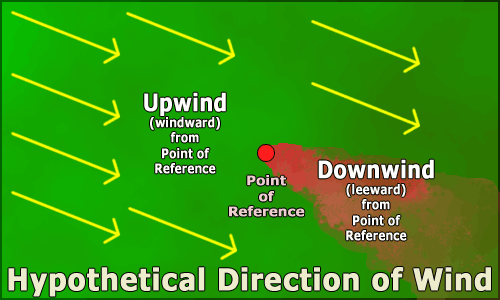
شکلی که تعاریف بادگیر یا بادخور (پادبادسو) و بادپناه (بادسو) را نشان می‌دهد.

در جغرافیا و دریانوردی، بادگیر و بادپناه (انگلیسی: Windward and leeward) یا بادخور و بادپناه به جهت‌های مرتبط با وزش باد گفته می‌شود. بادخور یا بادگیر به پادبادسو یا پادباد (upwind) از نقطه مرجع گفته می‌شود، یعنی راستایی مخالف جهت حرکت باد
یا سمتی که باد از آن جهت می‌آید. بادپناه نیز به بادسو (downwind) نسبت به نقطه مرجع گفته می‌شود؛ یعنی راستایی که باد در آن جهت حرکت می‌کند.
در دریانوردی به آن سمت از شناور یا کشتی که به سمت بادپناه است، یعنی طرفی از شناور که از باد در امان است، طرف بادپناه گفته می‌شود.
دامنه بادگیر یا بادخور باعث به‌دام انداختن باران می‌شود، این دامنه در کوه‌ها معمولاً مرطوب‌تر از سمت بادپناه است که ورود توده‌های مرطوب به آن مسدود شده است. به دامنه‌های واقع در سمت بادپناه کوه‌ها، منطقه سایه باران گفته